# Bickenhead
Bickenhead è un brano della rapper statunitense Cardi B, terza traccia del suo primo album in studio Invasion of Privacy.

## Descrizione
Una traccia esplicita che esprime liberazione sessuale, Bickenhead è basata sulle abilità di Cardi B con il rap meridionale, ed è una risposta al brano Chickenhead di Project Pat. Chickenhead è un termine dispregiativo divenuto popolare nella musica hip hop negli anni '90, che si riferisce ad una donna che pratica sesso orale indiscriminatamente. Cambiando il messaggio, nel testo di Bickenhead i recensori hanno notato che Cardi B "si impadronisce della sua sessualità".

## Accoglienza
Per Complex, Kiana Fitzgerald ne ha elogiato il messaggio e la produzione, la quale, secondo la sua opinione, pur sembrando contemporanea, è riuscita a mantenere l’atmosfera dei primi anni ‘00. Scrivendo per AllMusic, Neil Z. Yeung ha paragonato la rapper a Lil’ Kim e a Foxy Brown.

## Esibizioni dal vivo
Cardi B ha eseguito Bickenhead, insieme a She Bad, alla trentaseiesima edizione degli AVN Awards il 26 gennaio 2019.

## Classifiche
| Classifica (2018) | Posizione massima |
| ----------------- | ----------------- |
| Canada            | 76                |
| Stati Uniti       | 43                |